# Ла-Виллет
Ла-Вилле́т (фр. La Villette) — коммуна во Франции, находится в регионе Нижняя Нормандия. Департамент коммуны — Кальвадос. Входит в состав кантона Тюри-Аркур. Округ коммуны — Кан.
Код INSEE коммуны — 14756.

## Население
Население коммуны на 2010 год составляло 194 человека.
| 1962 | 1968 | 1975 | 1982 | 1990 | 1999 | 2010 |
| ---- | ---- | ---- | ---- | ---- | ---- | ---- |
| 162  | 165  | 152  | 154  | 153  | 153  | 194  |

## Экономика
В 2010 году среди 129 человек трудоспособного возраста (15—64 лет) 100 были экономически активными, 29 — неактивными (показатель активности — 77,5 %, в 1999 году было 74,5 %). Из 100 активных жителей работали 92 человека (48 мужчин и 44 женщины), безработных было 8 (3 мужчин и 5 женщин). Среди 29 неактивных 4 человека были учениками или студентами, 13 — пенсионерами, 12 были неактивными по другим причинам.